# Lido Mazzoni
Lido Mazzoni (Frascati, 23 marzo 1930) è un ex calciatore italiano, di ruolo attaccante.
Era soprannominato Romoletto o Veleno II, per il carattere irascibile che lo accomunava a Veleno Lorenzi, suo compagno all'Inter.

## Caratteristiche tecniche
Giocava come ala sinistra.

## Carriera

### Giocatore
Cresce nel Poligrafico Roma e in seguito milita nell'Ascoli, con cui gioca due campionati in Promozione realizzando 21 reti nella seconda. Viene quindi ingaggiato dall'Inter, con cui debutta in Serie A l'8 febbraio 1953 nella sconfitta interna con il Torino. Gioca la sua seconda e ultima gara in nerazzurro il 31 maggio 1953, in occasione di un'altra sconfitta interna, questa volta contro il Novara e a fine stagione conquista lo scudetto. Nell'estate 1953 viene ceduto al Pavia, in Serie B, dove gioca una stagione da rincalzo.
Nel 1954 scende in IV Serie con la Lucchese, dove rimane per cinque stagioni, l'ultima delle quali in Serie C. Milita poi per una stagione nel Livorno e per tre nella Salernitana, tutte in terza serie.

### Dopo il ritiro
Nella stagione 1978-1979 venne ingaggiato come direttore sportivo della Salernitana, ma rassegnò le sue dimissioni il 28 agosto 1978.

## Statistiche

### Presenze e reti nei club
| Stagione           | Squadra            | Campionato         | Campionato | Campionato | Coppe nazionali | Coppe nazionali | Coppe nazionali | Coppe continentali | Coppe continentali | Coppe continentali | Altre coppe | Altre coppe | Altre coppe | Totale | Totale |
| Stagione           | Squadra            | Comp               | Pres       | Reti       | Comp            | Pres            | Reti            | Comp               | Pres               | Reti               | Comp        | Pres        | Reti        | Pres   | Reti   |
| ------------------ | ------------------ | ------------------ | ---------- | ---------- | --------------- | --------------- | --------------- | ------------------ | ------------------ | ------------------ | ----------- | ----------- | ----------- | ------ | ------ |
| 1950-1951          | Ascoli             | Prom               | 30         | 5          | -               | -               | -               | -                  | -                  | -                  | -           | -           | -           | 30     | 5      |
| 1951-1952          | Ascoli             | Prom               | 30         | 16         | -               | -               | -               | -                  | -                  | -                  | -           | -           | -           | 30     | 16     |
| Totale Ascoli      | Totale Ascoli      | Totale Ascoli      | 60         | 21         |                 | -               | -               |                    | -                  | -                  |             | -           | -           | 60     | 21     |
| 1952-1953          | Inter              | A                  | 2          | 0          | -               | -               | -               | -                  | -                  | -                  | -           | -           | -           | 2      | 0      |
| 1953-1954          | Pavia              | B                  | 17         | 2          | -               | -               | -               | -                  | -                  | -                  | -           | -           | -           | 17     | 2      |
| 1954-1955          | Lucchese           | IV                 | 19         | 11         | -               | -               | -               | -                  | -                  | -                  | -           | -           | -           | 19     | 11     |
| 1955-1956          | Lucchese           | IV                 | 26         | 15         | -               | -               | -               | -                  | -                  | -                  | -           | -           | -           | 26     | 15     |
| 1956-1957          | Lucchese           | IV                 | ?          | ?          | -               | -               | -               | -                  | -                  | -                  | -           | -           | -           | ?      | ?      |
| 1957-1958          | Lucchese           | Int                | 17         | 3          | -               | -               | -               | -                  | -                  | -                  | -           | -           | -           | 17     | 3      |
| 1958-1959          | Lucchese           | C                  | 23         | 0          | -               | -               | -               | -                  | -                  | -                  | -           | -           | -           | 23     | 0      |
| Totale Lucchese    | Totale Lucchese    | Totale Lucchese    | 85+        | 29+        |                 | -               | -               |                    | -                  | -                  |             | -           | -           | 85+    | 29+    |
| 1959-1960          | Livorno            | C                  | 15         | 5          | -               | -               | -               | -                  | -                  | -                  | -           | -           | -           | 15     | 5      |
| 1960-1961          | Salernitana        | C                  | 31         | 9          | -               | -               | -               | -                  | -                  | -                  | -           | -           | -           | 31     | 9      |
| 1961-1962          | Salernitana        | C                  | 25         | 5          | -               | -               | -               | -                  | -                  | -                  | -           | -           | -           | 25     | 5      |
| 1962-1963          | Salernitana        | C                  | 12         | 2          | -               | -               | -               | -                  | -                  | -                  | -           | -           | -           | 12     | 2      |
| Totale Salernitana | Totale Salernitana | Totale Salernitana | 68         | 16         |                 | -               | -               |                    | -                  | -                  |             | -           | -           | 68     | 16     |
| Totale carriera    | Totale carriera    | Totale carriera    | 247+       | 73+        |                 | -               | -               |                    | -                  | -                  |             | -           | -           | 247+   | 73+    |

## Palmarès
Campionato italiano: 1 
Inter: 1952-1953